# AEG D.I
Алгемајне електрицитетс гезелшафт D.I (енгл. AEG D.I) је ловачки авион направљен у Немачкој. Авион је први пут полетео 1917. године. 

Три примерка су предата у борбене јединице (Јагдштафел 14), али после смрти једног пилота у удесу, серија од 20 авиона је отказана.
Највећа брзина авиона при хоризонталном лету је износила 205 km/h.
Практична највећа висина током лета је износила 5000 метара а брзина успињања 188 метара у минути. Распон крила авиона је био 8,50 метара, а дужина трупа 6,10 метара. Празан авион је имао масу од 685 килограма. Нормална полетна маса износила је око 940 килограма.

## Технички опис
Труп
Погонска група
Крила
Репне површине:
Стајни трап

## Наоружање
| Наоружање авиона: Алгемајне електрицитетс гезелшафт |     |
| Ватрено (стрељачко) наоружање                       |     |
| Топ                                                 |     |
| Митраљез                                            |     |
| Калибар                                             | 7,7 |
| Бомбардерско наоружање (бомбе)                      |     |
| Ракетно наоружање (ракете)                          |     |

## Земље које су користиле авион
- Немачко царство